# Léon Frot
Léon Frot, né le 30 mars 1900 à Souppes (Seine-et-Marne) et mort fusillé le 13 janvier 1942 à Clairvaux (Aube), est un ancien secrétaire général de l’union départementale CGTU de la Seine et ancien conseiller municipal communiste de Paris et conseiller général de la Seine (quartier de la Roquette, 11e arrondissement).

## Biographie
Né dans une famille ouvrière, Léon Frot apprend le métier de menuisier. Il adhère en 1919 à la CGT, aux Jeunesses socialistes (JS) et au Parti socialiste. Sa section des JS adhère à l’Internationale communiste des jeunes (ICJ).
Il est arrêté en 1920 et en 1929 pour activités antimilitaristes.
Membre de la Fédération unitaire du bois (CGTU), il est élu à la commission exécutive de cette organisation en mai 1931.
Léon Frot est élu conseiller municipal de la 2e circonscription du 11e arrondissement (Roquette) aux élections de 1935. Il fait partie de la 5e commission du conseil municipal (assistance publique) et des 1re et 3e commissions du conseil général (assistance aux vieillards et aliénés). 
À la suite d'une perquisition à son domicile en novembre 1939, il est arrêté et condamné à cinq ans de prison pour propagande communiste. Il est détenu à la prison de Bourges, puis à la maison centrale de Clairvaux où il est fusillé comme otage par les Allemands le 13 janvier 1942. Le numéro du mois d'avril 1942 du journal clandestin des communistes allemands (KPD) et autrichiens (KPÖ), Soldat im Westen, mentionne ce fait en rappelant la présence de Léon Frot en Autriche en 1934.
Léon Frot, comme sept autres élus parisiens, est reconnu « mort pour la France ». 
Depuis le 1er novembre 1945, il repose, près du Mur des Fédérés, au cimetière du Père-Lachaise, à Paris, avec six autres élus victimes du nazisme : Jules Auffret, Corentin Cariou, Maurice Gardette, René Le Gall, Raymond Losserand et Charles Michels.

## Hommages

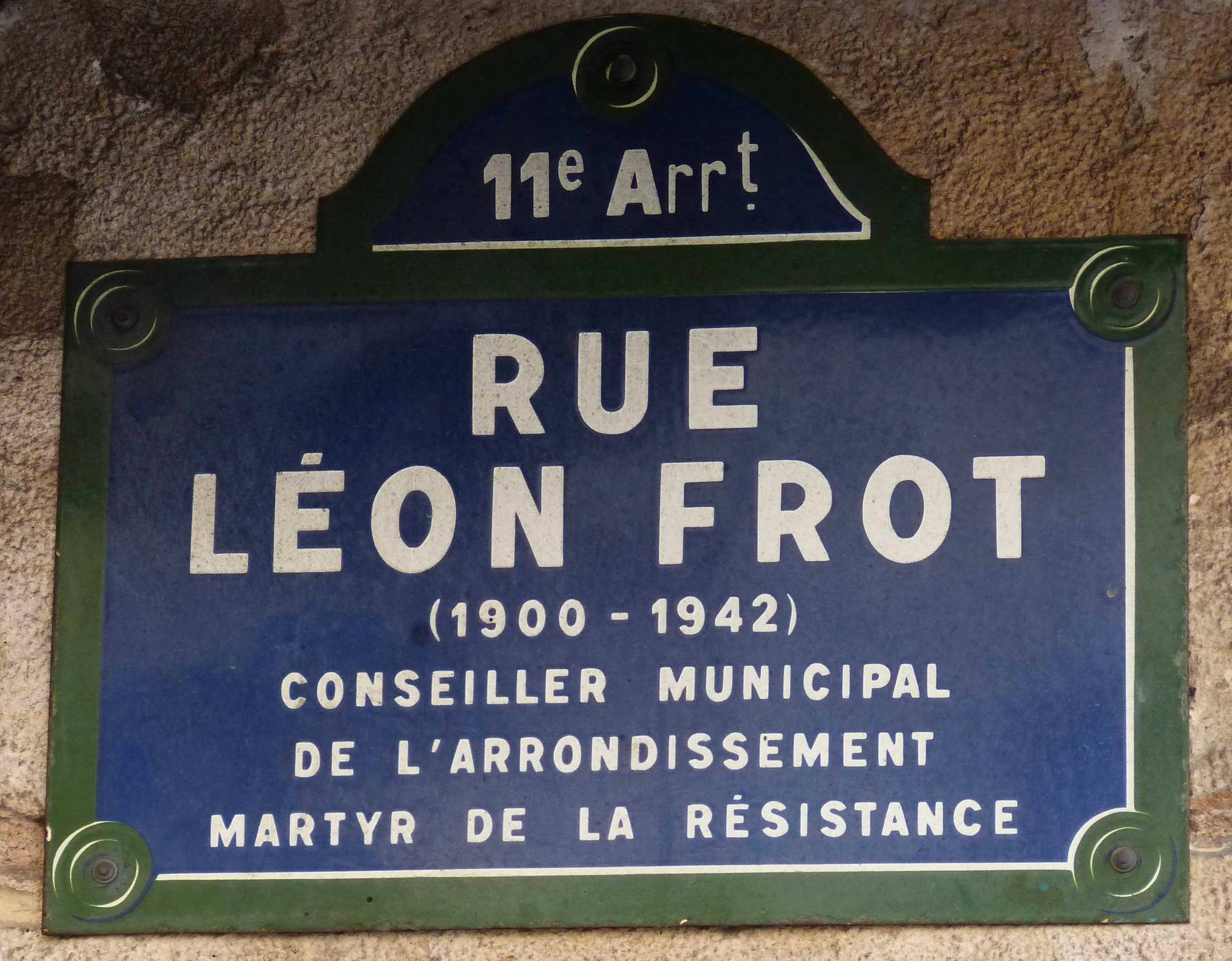
Panneau de la rue Léon-Frot.

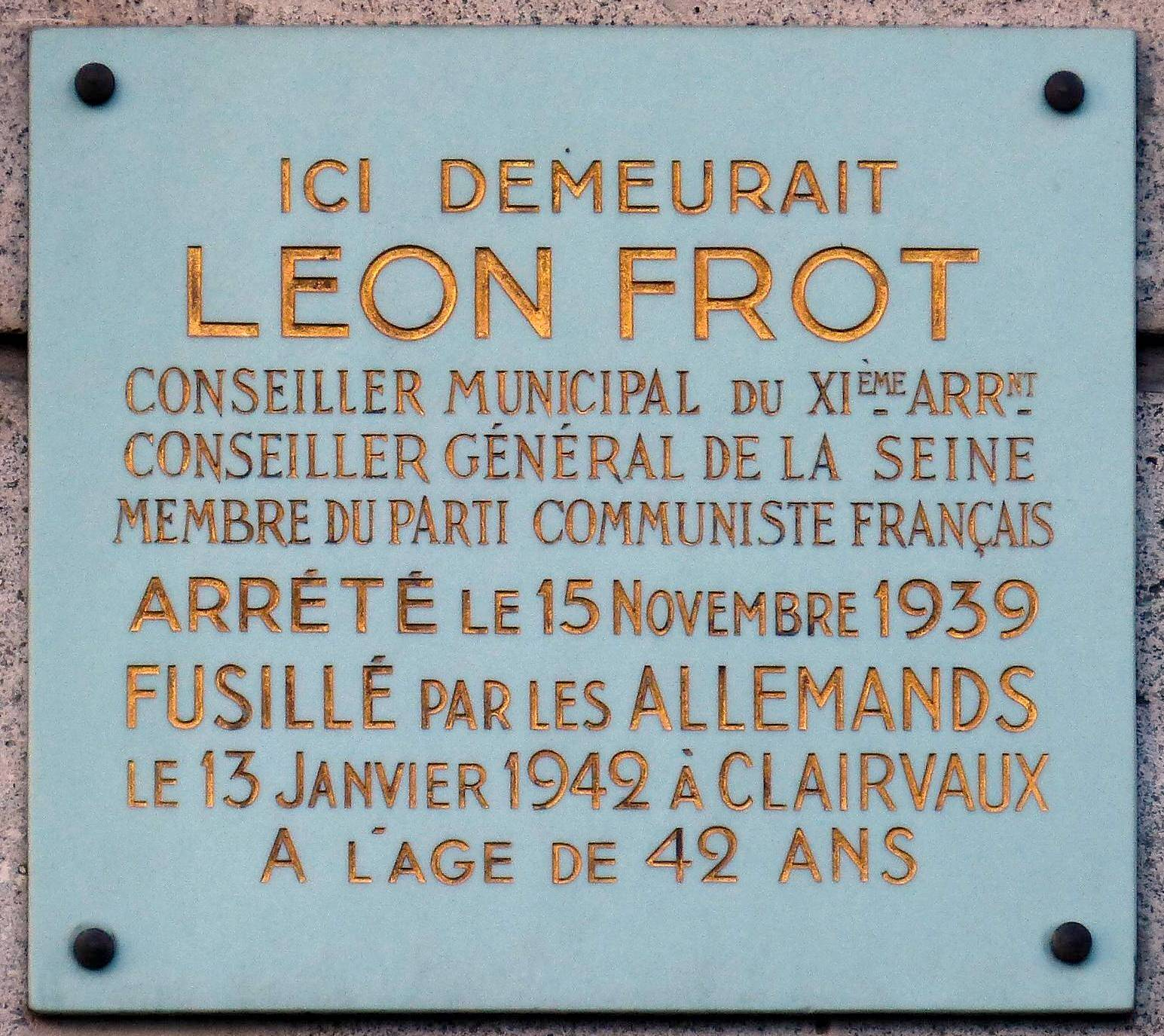
Plaque 55 rue Leon-Frot.

- Un segment de la rue des Boulets, où il résidait, dans le 11e arrondissement de Paris, a été nommée rue Léon-Frot.

- Une plaque commémorative est apposée sur la façade de l'immeuble no 55 de cette rue.

## lien externe
- Jean Maitron, Claude Pennetier, « Notice FROT Léon [FROT Jules, Léon] », sur maitron.fr, 14 février 2009, dernière modification le 23 février 2017.